# José Cantero Ortega
José Cantero Ortega (Tarifa, 1879 - Badajoz, 14 de agosto de 1936) fue un militar español.

## Biografía
Realizó buena parte de su carrera militar en Marruecos. Tras la proclamación de la Segunda República, en 1932 fue nombrado comandante del Regimiento de Infantería "Castilla" n.º 3, de guarnición en Badajoz.
Al producirse el estallido de la guerra civil en julio de 1936, ostentaba el rango de coronel y seguía siendo jefe del Regimiento de Infantería Castilla. Cuando el 21 de julio los militares implicados en la sublevación le indicaron sus intenciones, estuvo dudoso, aunque al final permaneció fiel a la República. A la llegada a la capital pacense del coronel Ildefonso Puigdendolas, Cantero se puso a sus órdenes y pasó a organizar todas las tropas disponibles para la defensa de la ciudad ante el ataque del Ejército de África. Fue apresado por los rebeldes el 14 de agosto, después de que estos entraran en la ciudad, juzgado por una corte militar y fusilado ese mismo día.